# Black Bonzo
Black Bonzo is een Zweedse band, die progressive rock speelt. De band werd opgericht in 2003 uit de restanten van de psychedelische-rockband Gypsy Sons of Magic.
Black Bonzo komt uit de omgeving van Skellefteå aan de Botnische Golf. De muziek klinkt als een mix van de vroege Emerson, Lake and Palmer (met dank aan het gebruik van het hammondorgel), Jethro Tull (fluit), King Crimson, en wanneer de gitarist speelt als een vroege Wishbone Ash.
Hun eerste album werd uitgebracht in 2004, kreeg goede recensies binnen het milieu van de progressieve rock en was al snel uitverkocht. In Japan volgde een heruitgave (met extra tracks) in 2005. In 2007 kwam hun tweede album uit.

## Bandleden
- Anthon Johansson - bas
- Magnus Lindgren - zang
- Klas Holmgren - orgel, piano, mellotron
- Mikael Israelsson - drums
- Joakim Karlsson - gitaar
- Patrick Leandersson - bas (2004 - Lady of the Light)
- Nicklas Åhlund - orgel, piano, mellotron (2004 - 2009)

## Albums
- 2004: Lady of the Light
- 2007: Sound of the Apocalypse
- 2009: Operation Manual -The Guillotine Model Drama

## Foto's

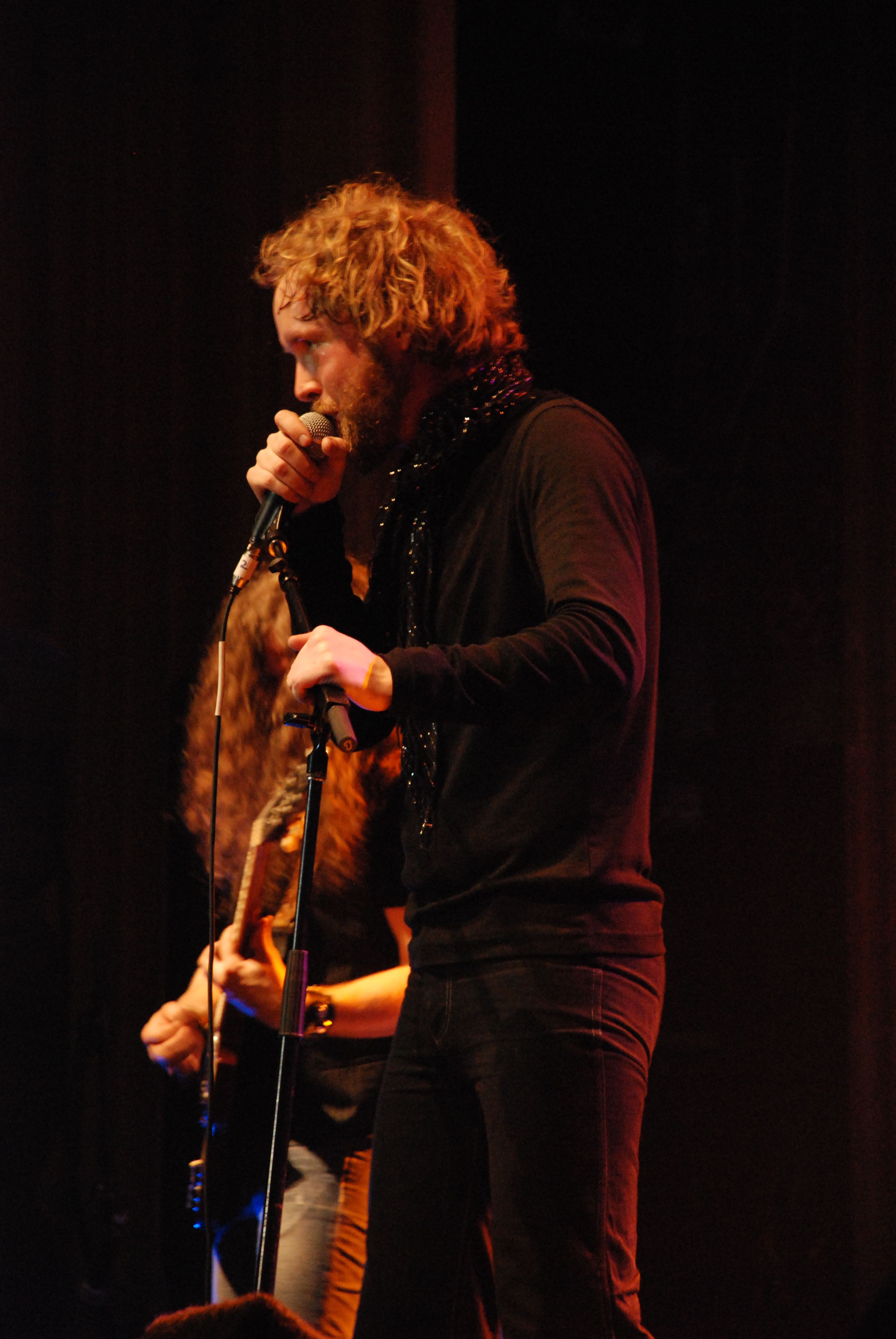
Magnus Lindgren
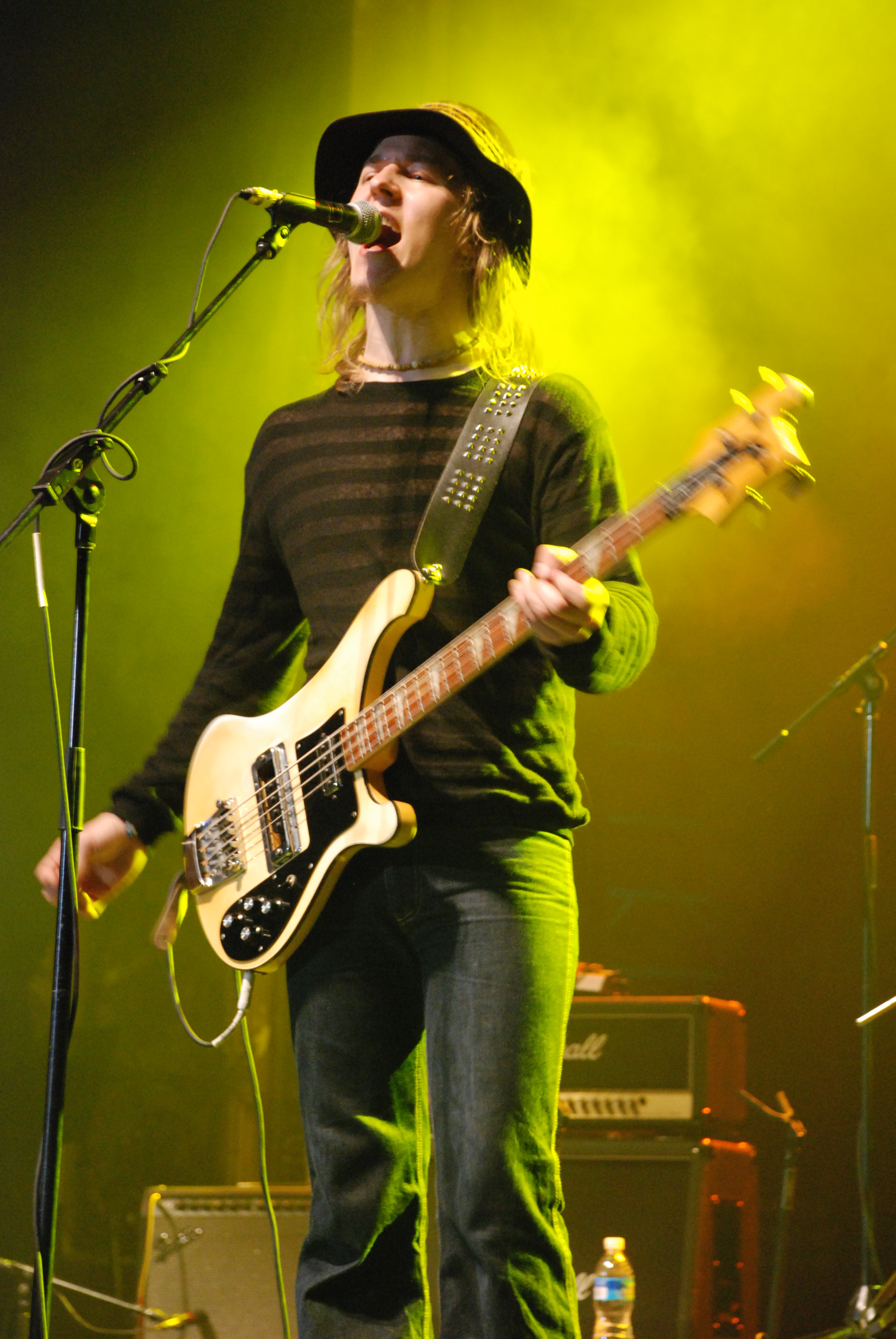
Anthon Johansson
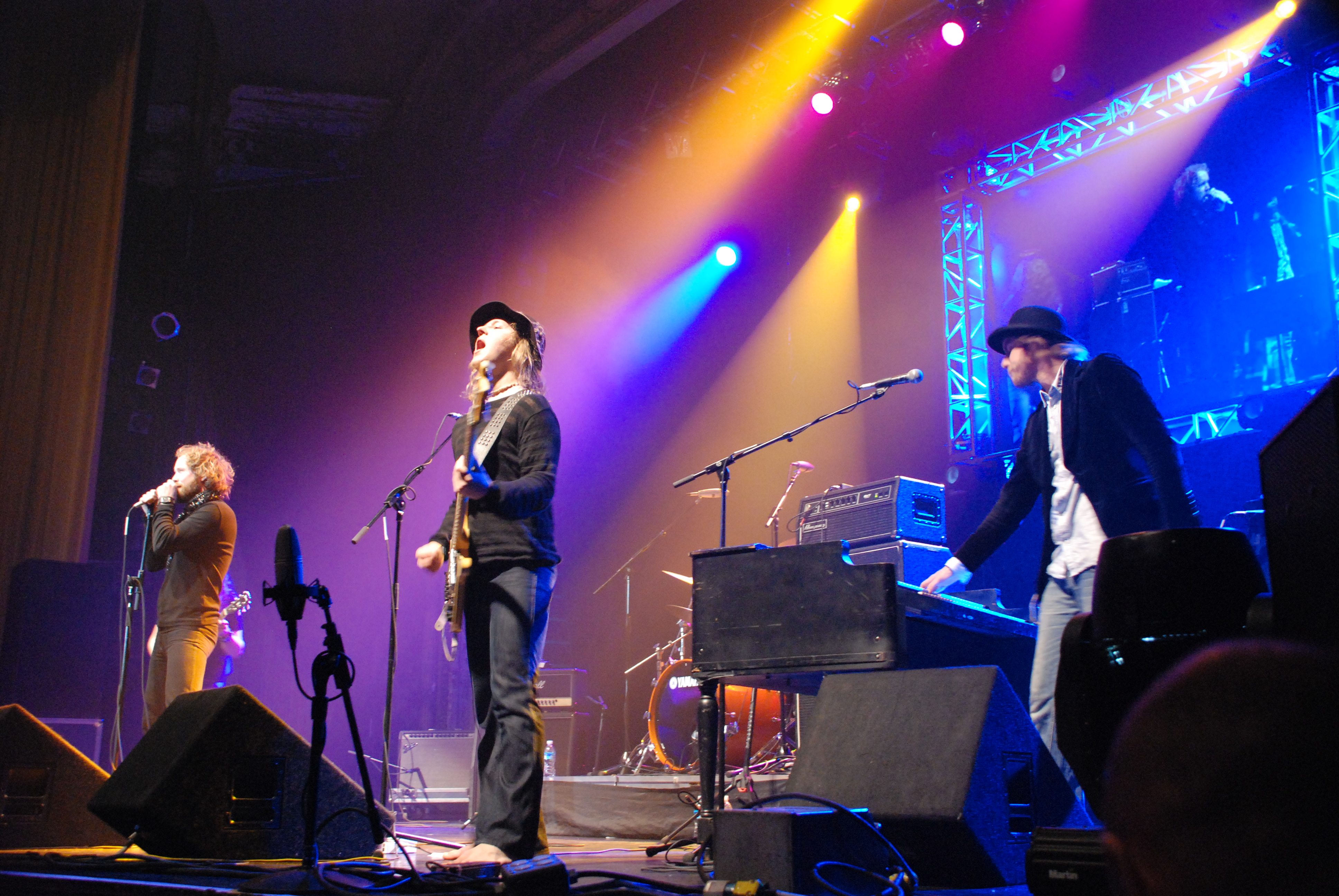
RoSFest 2008
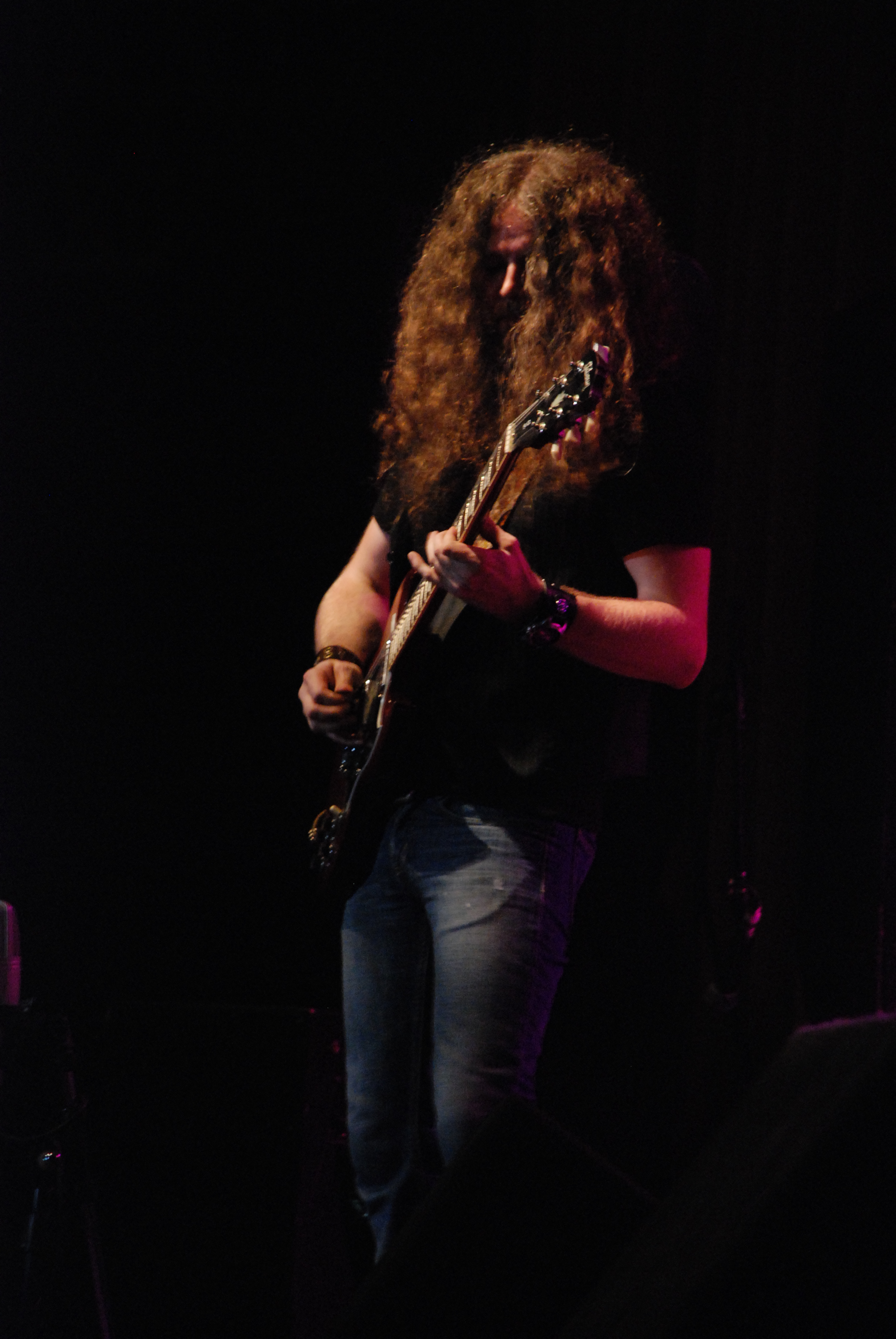
Joakim Karlsson
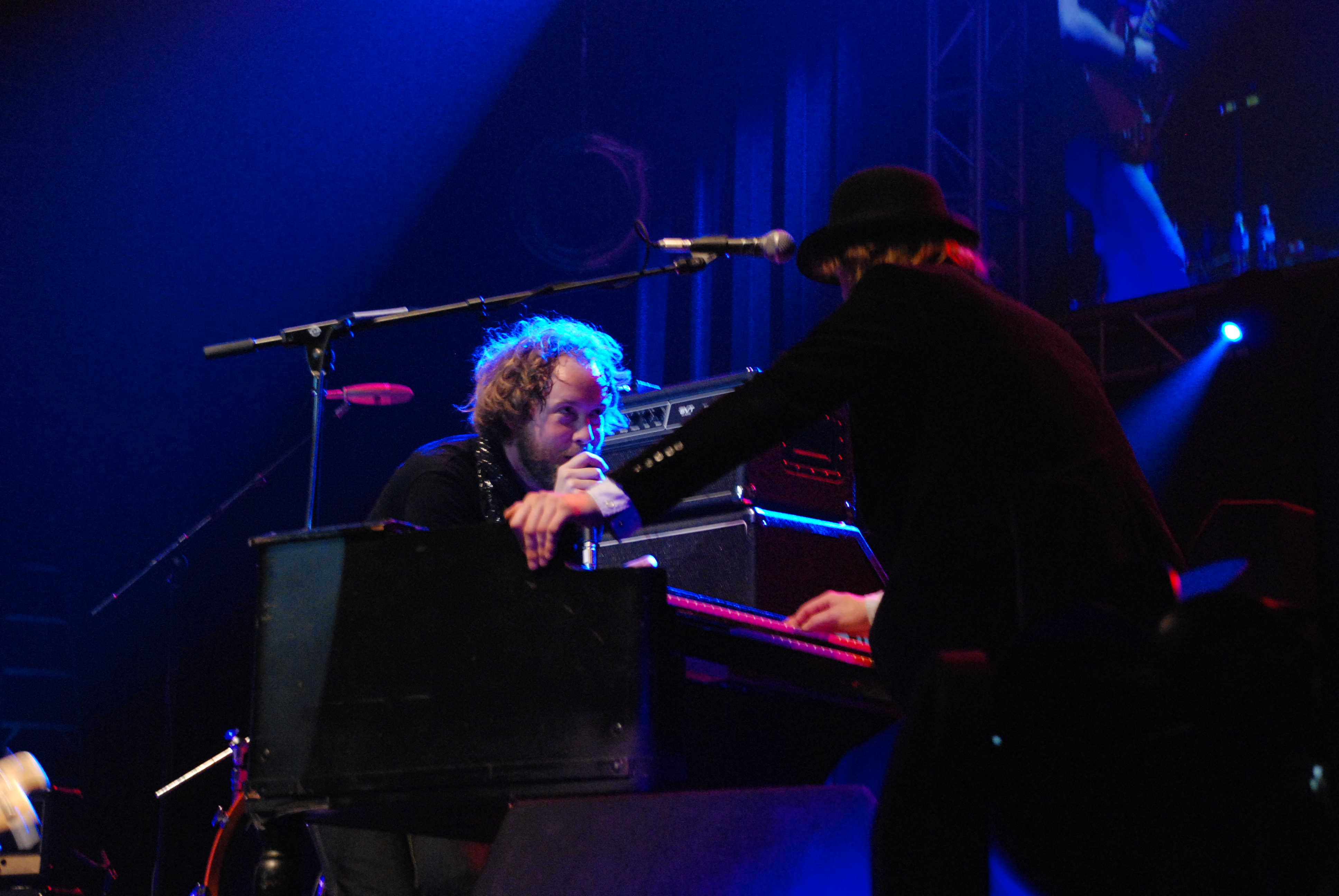
Lindgren & Åhlund
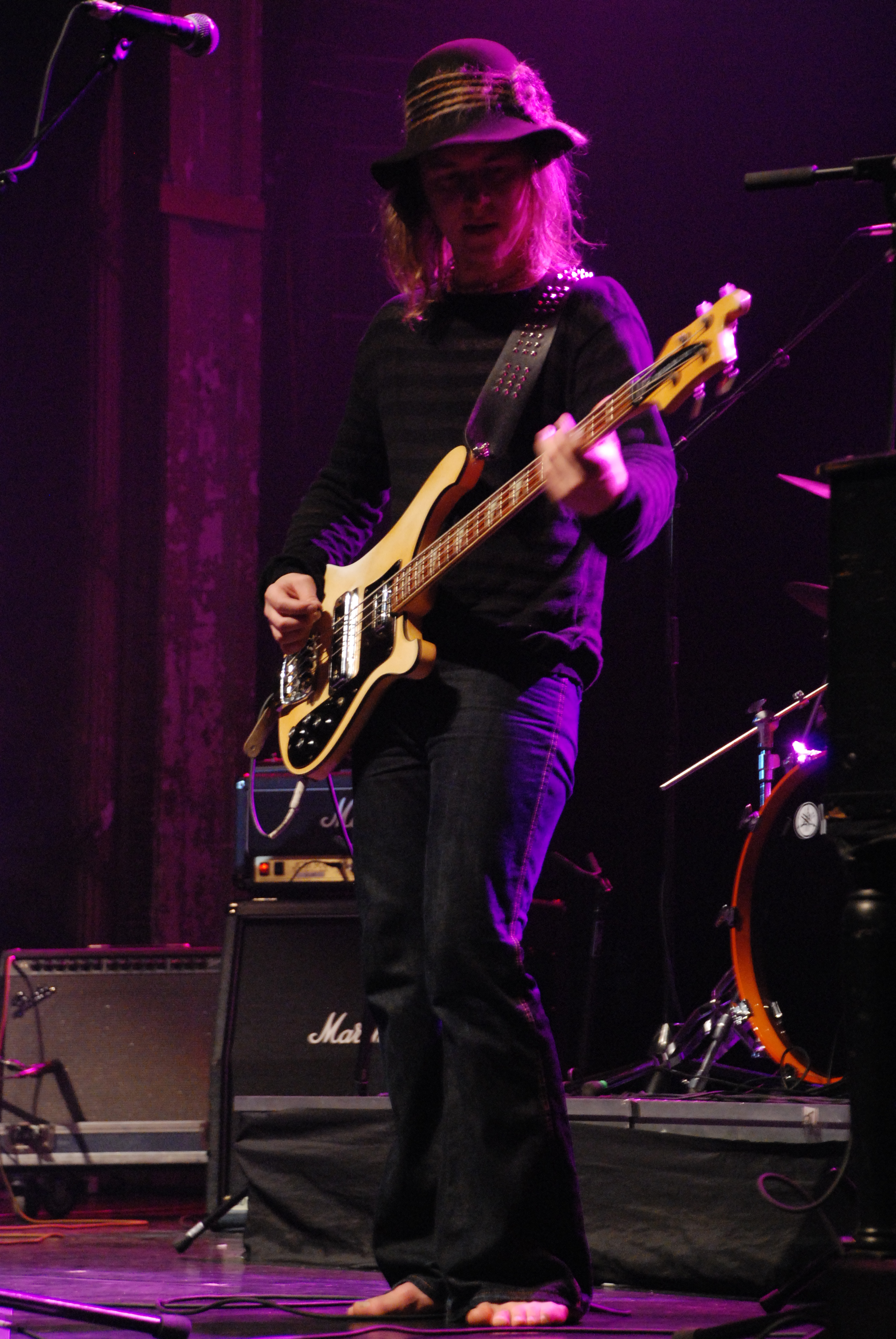
Anthon Johansson